# Fundacja im. Michała Oczapowskiego
Fundacja im. Michała Oczapowskiego – fundacja osób związanych z Uniwersytetem Warmińsko-Mazurskim w Olsztynie, założona w 1991, z siedzibą w Olsztynie – Kortowo. Jej podstawowym statutowym zadaniem jest gromadzenie środków finansowych i zasobów materialnych na rzecz Uniwersytetu oraz upowszechnianie wiedzy o osiągnięciach naukowych, działalności i potrzebach uczelni.